# Bergolo
Bèrgolo (Bèrgoj in piemontese) è un comune italiano di 53 abitanti della provincia di Cuneo in Piemonte. Faceva parte della comunità montana Alta Langa e Langa delle Valli Bormida e Uzzone.

## Geografia fisica
Sorge a 616 m s.l.m., in Alta Langa Orientale, a destra della Bòrmida di Millesimo. Con un'estensione di soli 3,11 km² è il comune con la minor superficie della provincia.
Dista circa 93 chilometri da Cuneo.

## Storia
Il pianoro ove sorge il paese è abitato da epoca molto antica tuttavia le prime notizie certe risalgono al 1091, quando il paese fu compreso nel territorio del marchese Bonifacio del Vasto. Alla morte di questi, nel 1130, fu ereditato dai figli e nel 1142 venne assegnato a Bonifacio Minore, marchese di Ceva e Cortemilia.
Nel 1184 subentrarono i marchesi di Savona e i Del Carretto. Nel 1209 il marchese Ottone lo donò al Comune di Asti e in seguito rientrò nei possedimenti dei Del Vasto.
Nel 1322 Manfredo II Del Vasto lo cedette a Manfredo IV marchese di Saluzzo.
Nel 1532 Bergolo passò stabilmente sotto il dominio dei duchi di Savoia.
Dell'epoca medievale restano i ruderi di un castello edificato agl'inizi del '200.
Dal 1929 al 1947 Bergolo fu accorpato al Comune di Cortemilia, per poi riacquisire l'antica autonomia.
All'inizio degli anni sessanta il paese versava in una condizione di degrado a causa dell'emigrazione verso le città e la situazione migliorò progressivamente a partire dal decennio successivo. In quel periodo furono promosse opere pubbliche come acquedotto, fognature e strade. Furono recuperate le antiche abitazioni conservandone la tipica architettura in pietra ma arricchita da opere d'arte contemporanea.

## Monumenti e luoghi d'interesse
- Centro storico. Le case del paese ospitano, esternamente, decine di opere d'arte (murales, dipinti e sculture) lasciate dagli artisti che hanno partecipato al concorso “Bèrgolo: paese di pietra”, ideato dal sindaco Romano Vola, nel 1993.
- Borgata Bergamaschi, al confine tra Bèrgolo e Torre Bormida. Esempio di borgo rurale medievale.
- Memorial Ezra Pound, sorto nel 2003. Spazio panoramico caratterizzato da 9 grandi pietre, dipinte dall'artista Beppe Schiavetta, dotato di un piccolo anfiteatro, destinato a spettacoli teatrali, concerti ed altre manifestazioni

### Architetture religiose
- Cappella cimiteriale di San Sebastiano, indicata come la parrocchiale antica, risale al 1.100. La struttura, in stile romanico, è stata recentemente restaurata e riportata alle linee primitive.
- Chiesa parrocchiale della Natività di Maria Vergine. Risale al 1632 e conserva una pregiata Madonna col bambino, sant'Antonio da Padova e san Sebastiano martire di pittore anonimo.

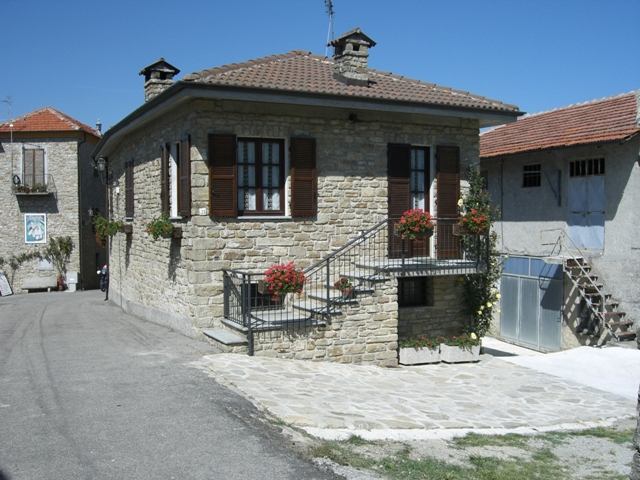
Tipico scorcio bergolese

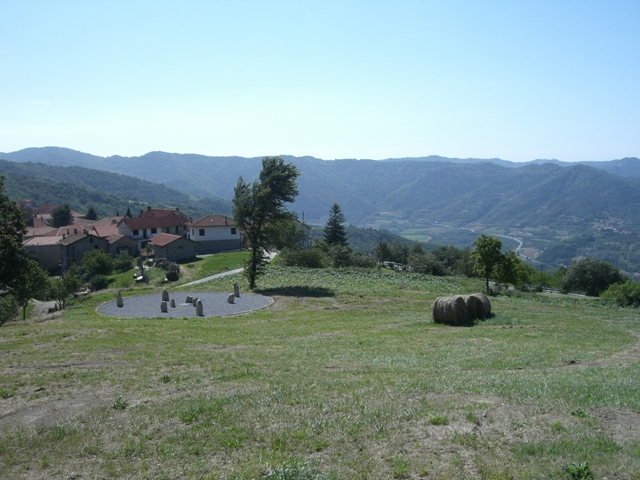
Vista del Memorial Ezra Pound, dal cimitero

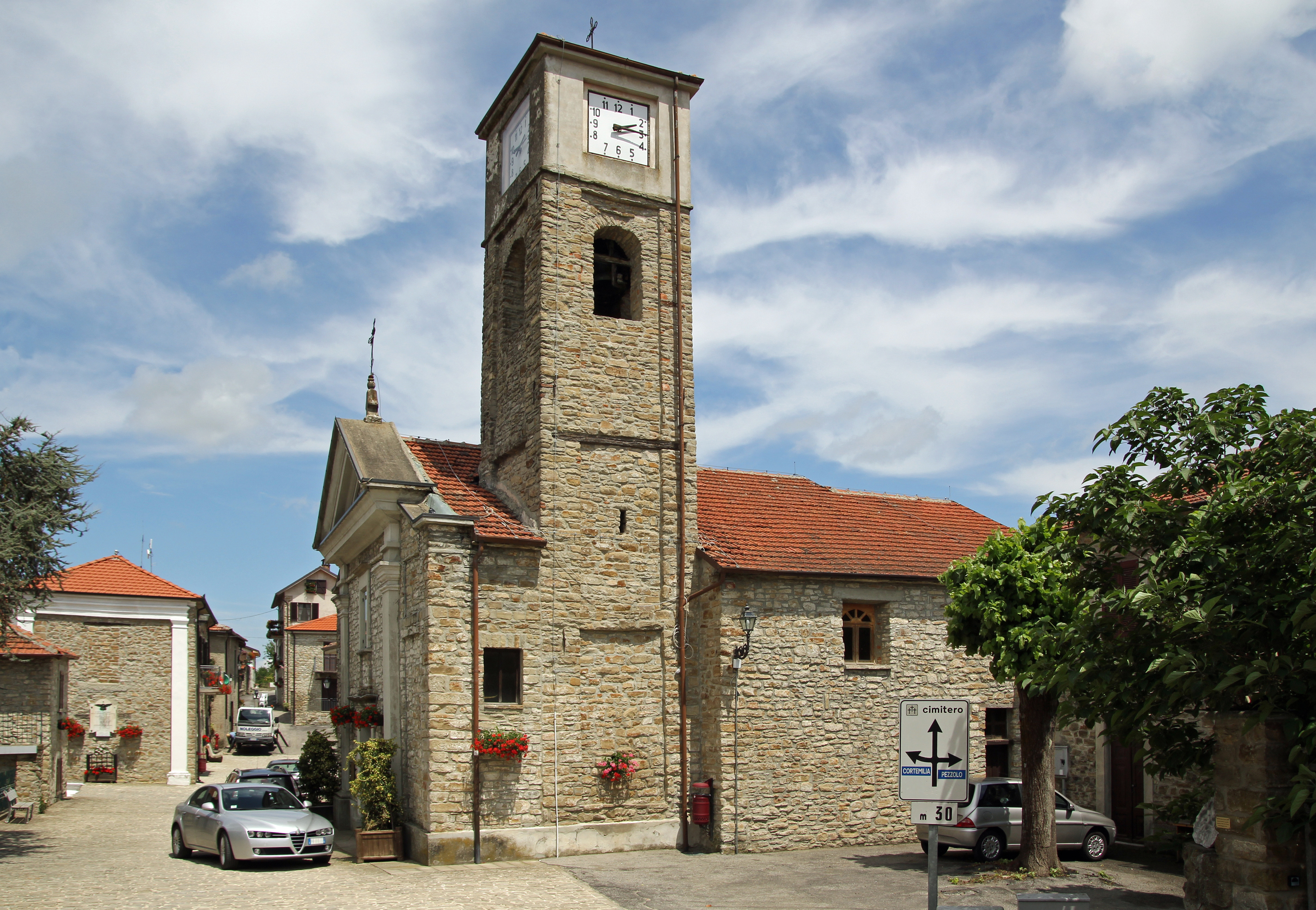
Scorcio della chiesa della Natività

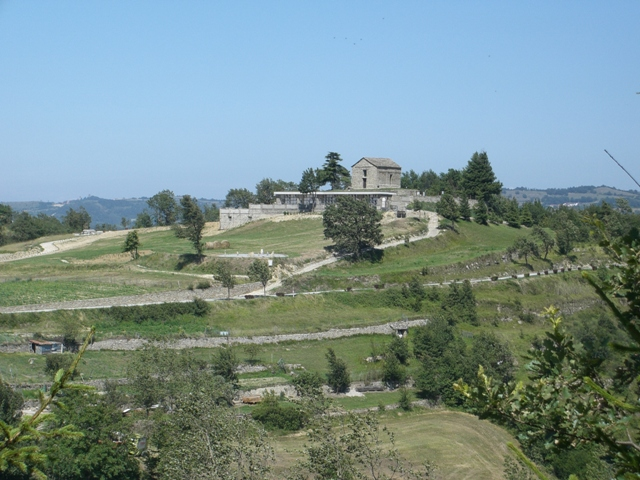
Cappella romanica

## Società

### Evoluzione demografica
Le poche risorse naturali del territorio, unitamente allo stato precario delle comunicazioni, hanno sempre ostacolato la crescita demografica di questo paese, che non ha mai raggiunto le 300 unità e che oggi è uno dei più piccoli d'Italia.
A partire dagli anni settanta è divenuta anche luogo di villeggiatura e questo ha generato un aumento di popolazione anche stabile, oltre a quella legata al turismo.
Abitanti censiti

## Cultura

### Cucina
Fra le ricette tradizionali di Bergolo vi sono la robiola di Murazzano, la torta di nocciole, i macaron del frèt (degli gnocchi allungati) e l'arrosto alle nocciole.

### Eventi
Premio Fedeltà alla Langa, ideato da Romano Vola. Dal '74 vengono premiati coloro che si sono particolarmente distinti per la crescita e lo sviluppo della Langa: persone di cultura, contadini, artigiani, professionisti, ristoratori, religiosi, operatori sociali.
Concerti d'Estate. Dal 2000, tra luglio e agosto, ogni sabato sera Bèrgolo ospita, sulla Piazza principale e nelle chiese, concerti di musica classica, con maestri ed ensemble provenienti da tutto il mondo.
Nello stesso periodo si svolgono i Corsi internazionali di perfezionamento musicale, che attirano giovani da ogni parte d'Europa.
La Via del sale: mostra d'arte contemporanea 'dalla Langa al mare'. Le strade e i dintorni di Bergolo si popolano di installazioni artistiche. La manifestazione si svolge dal 2002. Al progetto, curato da Silvana Peira, ha collaborato, fino al 2009, lo scrittore italiano Nico Orengo (1944–2009).
Nel 2007 Bergolo ha vinto il Primo premio alla rassegna italiana “Comune fiorito”; in tale veste nel 2008 ha rappresentato l'Italia al concorso europeo floreale "Entente Florale Europe" che premia la cultura del verde e della sensibilità ambientale in Europa, ottenendo la medaglia d'argento.

## Feste e fiere
Cantè Magg. La festa, che riprendeva l'antica tradizione dei Canti del Maggio, fu riproposta in forma più moderna da Romano Vola a partire dal 1975 ed è stata sospesa nel 2007.
Si è svolta, senza interruzioni, dal '75 al 2007, portando a Bèrgolo gruppi di musica etnica e popolare provenienti da tutto il mondo.
I Sapori della Pietra. La manifestazione, ideata da Romano Vola nel 1996, si svolge il 2º fine settimana di settembre; dal 2019 ha cambiato nome in Suoni della Pietra.
Il sabato sera, intitolato Dalle Langhe all'Oriente, è dedicato alle diversità etno-gastronomiche-culturali: si tengono concerti, spettacoli di danza e di teatro, proiezioni in multivisione.
Alle edizioni 2007, 2008 e 2009 ha collaborato lo scrittore italiano Giordano Berti, con l'ideazione di video-installazioni di contenuto poetico-narrativo-pittorico.
La domenica mattina avviene la consegna del "Premio Fedeltà alla Langa".
Nel contempo si tiene la Mostra Mercato dei Sapori più tipici di Langa, organizzata con la collaborazione dell'Associazione Slow Food e dell'Accademia Aleramica.
Il pomeriggio, ricco di intrattenimenti circensi, si conclude, solitamente, con un concerto di fisarmoniche.

## Economia
Nei terreni, già prevalentemente coltivati a cereali, viti e castagneti, si è affermato, più di recente, il noccioleto, essendo la zona inserita nell'area di coltivazione della Nocciola del Piemonte IGP, detta anche "Tonda Gentile" delle Langhe. Il turismo offre un notevole apporto alla piccola economia locale.

## Amministrazione
| Periodo          | Periodo          | Primo cittadino     | Partito                   | Carica      | Note   |
| ---------------- | ---------------- | ------------------- | ------------------------- | ----------- | ------ |
| 2 agosto 1988    | 28 aprile 1997   | Romano Vola         | Democrazia Cristiana      | Sindaco     | [ 8 ]  |
| 28 aprile 1997   | 14 maggio 2001   | Romano Vola         | Partito Popolare Italiano | Sindaco     | [ 8 ]  |
| 14 maggio 2001   | 30 maggio 2006   | Marco Saredi        | Lista civica              | Sindaco     | [ 8 ]  |
| 29 maggio 2006   | 27 dicembre 2012 | Stefano Boido       | Lista civica              | Sindaco     | [ 9 ]  |
| 27 dicembre 2012 | 27 maggio 2013   | Marilena Rancurello |                           | Comm. pref. | [ 10 ] |
| 27 maggio 2013   | in carica        | Mario Marone        | Lista civica              | Sindaco     | [ 11 ] |